# Aleksandr Sema
Aleksandr Andrejevitj Sema (på russisk: Александр Андреевич Сема) (født 13. april 1952 i Leningrad) er en russisk tidligere roer og olympisk guldvinder.

## Rokarriere
Sema var med til at vinde VM i firer med styrmand i 1975 for Sovjetunionen, og landet sendte denne besætning til OL 1976 i Montreal. Sema og hans holdkammerater blev overraskende kun nummer to i indledende heat, men kvalificerede sig dog til semifinalen. Her blev Sema skiftet ud, så besætningen nu bestod af Vladimir Jesjinov, Nikolaj Ivanov, Mikhail Kusnetsov, Aleksandr Klepikov samt styrmand Aleksandr Lukjanov (Kusnetsov erstattede Sema), og den sovjetiske båd vandt nu sit heat. I finalen blev det også til sejr (med samme besætning som i semifinalen) foran DDR, der fik sølv, og Vesttyskland, der tog bronzemedaljerne.

## OL-medaljer
- 1976:  Guld i firer med styrmand